# Garoafa
Garoafa è un comune della Romania di 4 735 abitanti, ubicato nel distretto di Vrancea, nella regione storica della Moldavia. 
Il comune è formato dall'unione di 8 villaggi: Bizighești, Ciușlea, Doaga, Făurei, Garoafa, Precistanu, Răchitosu, Străjescu.